# Śnihorówka
Śnihorówka (ukr. Снігурівка), Śniegorówka – wieś na Ukrainie, w obwodzie tarnopolskim, w rejonie krzemienieckim.
Przynależność administracyjna przed 1939 r.: gmina Katerburg, powiat krzemieniecki, województwo wołyńskie.